# Complexe de l'étang de Lindre, forêt de Romersberg et zones voisines
Complexe de l'étang de Lindre, forêt de Romersberg et zones voisines este o arie protejată (sit de importanță comunitară — SCI) din Franța întinsă pe o suprafață de 5.308 ha, integral pe uscat.

## Localizare
Centrul sitului Complexe de l'étang de Lindre, forêt de Romersberg et zones voisines este situat la coordonatele 48°47′27″N 6°48′13″E / 48.79083°N 6.80361°E.

## Înființare
Situl Complexe de l'étang de Lindre, forêt de Romersberg et zones voisines a fost declarat arie specială de conservare în baza directivei 92/43 din 1992 referitoare la conservarea habitatelor naturale și a faunei și florei sălbatice pentru a proteja 1 specie de plante și 12 specii de animale.

## Biodiversitate
Situată în ecoregiunea continentală, aria protejată conține 11 habitate naturale: Păduri aluvionare cu Alnus glutinosa și Fraxinus excelsior (Alno-Padion, Alnion incanae, Salicion albae), Fânețe de joasă altitudine (Alopecurus pratensis, Sanguisorba officinalis), Ape stătătoare oligotrofe până la mezotrofe, cu vegetație de Littorelletea uniflorae și/sau de Isoëto-Nanojuncetea, Păduri de stejar sau de stejar și carpen sub-atlantice și medio-europene de Carpinion betuli, Păduri de fag Asperulo-Fagetum, Ape puternic oligomezotrofe cu vegetație bentonică cu Chara spp., Mlaștini împădurite, Pășuni continentale udate de apa mării, Lacuri eutrofice naturale cu vegetație de tip Magnopotamion sau Hydrocharition, Mlaștini alcaline, Liziere de ierburi înalte hidrofile de câmpie și de nivel montan până la alpin.
La baza desemnării sitului se află mai multe specii protejate:
- plante (1): mușchi (Dicranum viride)
- amfibieni (2): izvoraș-cu-burta-galbenă (Bombina variegata), triton cu creastă (Triturus cristatus)
- mamifere (2): liliac cu urechi mari (Myotis bechsteinii), liliac comun (Myotis myotis)
- nevertebrate (6): Coenagrion mercuriale, Euplagia quadripunctaria, rădașcă (Lucanus cervus), fluturele purpuriu (Lycaena dispar), Vertigo angustior, Vertigo moulinsiana
- pești (2): zvârluga (Cobitis taenia), boarță (Rhodeus amarus)

Pe lângă speciile protejate, pe teritoriul sitului au mai fost identificate 23 de specii de plante, 1 specie de păsări, 11 specii de amfibieni, 13 specii de mamifere, 3 specii de nevertebrate, 3 specii de reptile.